# レジェンド・オブ・レギオス
『レジェンド・オブ・レギオス』 (LEGEND of REGIOS) は、雨木シュウスケによる日本のライトノベル。『リグザリオ洗礼』『イグナシス覚醒』『レギオス顕現』の全3巻構成である。Style-F（富士見書房）より単行本版が2007年6月から2008年9月にかけて刊行された後、富士見ファンタジア文庫（富士見書房）より文庫版が2010年3月から8月にかけて刊行された。単行本版・文庫版共にイラストは深遊が担当。

## 概要
雨木シュウスケの3作目にして、同作者が富士見ファンタジア文庫で発表しているライトノベル『鋼殻のレギオス』の過去の世界を舞台にしたSF作品。『鋼殻のレギオス』と比べるとハードボイルドな雰囲気の作品として仕上がっており、人間の死など鋼殻のレギオスではぼかされている点も描写されている。単行本版・文庫版共にイラストは『鋼殻のレギオス』同様、深遊が担当しているが、単行本版はレーベルのStyle-Fの特徴により挿絵やカバーイラストは無く、イラストは口絵のみとなっている。また、イラストはペン入れをせずに描くことで漫画的な雰囲気を省いている。
物語の舞台は、人々が「オーロラ・フィールド」と呼ばれる人工の亜空間の中で生活している世界で、そこで特殊な能力を身につけた男アイレインと謎の少女サヤとの出会いから、オーロラ・フィールドを生み出した科学者との出会いと戦いを経て、鋼殻のレギオスの世界が創世されるに至るまでの顛末が描かれる。鋼殻のレギオスの過去の歴史であると同時に、主人公アイレインの物語でもあり、この作品も鋼殻のレギオスも単独の作品として成立するように描かれている。

## 物語の背景
世界の人口が増加の一途を辿り、宇宙開発計画も失敗したことで、西暦末期に「資源戦争」と呼ばれる世界規模の戦争が勃発する。長く続いた戦争により世界は荒れ果てたが、「アルケミスト」と呼ばれる科学者チームが開発した技術「オーロラ・フィールド」により戦争は終結した。

### オーロラ・フィールド
オーロラ・フィールドとは、実質的には0の領域に無限の空間を作り出す技術、およびその技術によって作り出された人工の亜空間のこと。外周は亜空間を固定するためのオーロラで覆われており、亜空間を作る際に空間内の物資も自由自在に作り出せる。この技術の開発により資源不足は解消されたが、その後も人々はオーロラ・フィールドを作り続けたため、増えすぎた亜空間同士が絶縁を起こし、人々は自分が住む亜空間から外に出られなくなった。このため、現在は1つ1つの亜空間が孤立した1つの国と化しており、亜空間の外は現状の知れない未知の領域となっている。
一方、亜空間の絶縁後、同規格のオーロラ・フィールドを用いれば絶縁が起こらないことが判明したため、絶縁化が起きた後も人々はオーロラ・フィールドを増設し続けた。そうして1つのオーロラ・フィールドが拡張され続けた結果、現在は1つのオーロラ・フィールドが本来の惑星の表面積を上回る広大なものとなっている。その分、オーロラ･フィールド内の都市1つ1つも巨大なものとなっており、各都市はほぼ完全な自給自足が成り立ち、都市同士の交流はそれ程盛んではない。また、広がりすぎた国の治安を保つため、中央政府は各都市に巡視官（サーキット）を派遣している。

#### オーロラ粒子
オーロラ・フィールドの元となるのは、マイクロサイズのばねや歯車が詰め込まれた「亜空間増設機」と呼ばれる永久機関が生成する特殊な粒子「オーロラ粒子」から生成される。オーロラ粒子は「人の思念に反応して新しい世界を形成する」と言う性質を持ち、亜空間増設機に対して思念波によってデータの入出力を行うことでオーロラ粒子が反応し、新たな亜空間を形作る。
人間がオーロラ粒子の影響を受けると、オーロラ粒子がその人間の願望に反応し、その人間を願望に基づく「異世界法則」（新しい世界の法則）を宿した人間「異民」へと変貌させる。その人間そのものが新しい1つの世界と化す、と言い換えることもできる。新しい世界の法則は元の世界の法則とはかけ離れたものであり、異世界法則を宿した人間は元の世界の法則ではありえない特殊能力を発揮する。また、異世界法則を宿した人間は、その人間自身が1つの新しい世界であり、自分でオーロラ粒子を発生させるようになる。

#### 絶縁空間とゼロ領域
「絶縁空間」とは、亜空間同士の相互干渉により生まれたとされる、亜空間を包むオーロラの「向こう側」にある空間のこと。この空間が生まれたことにより、人々は別の亜空間に移動することができなくなった。絶縁空間はオーロラ粒子が充満した空間で、ここに踏み込んで帰還した者はほとんどおらず、帰還した者の証言も一致しない。また、探査機械などを送り込んでも故障してしまい中の様子が分からない、謎の領域。
「ゼロ領域」とは、人の思念に反応して亜空間（1つの世界）を形成する前の、オーロラ粒子のみが充満している空間のこと。ゼロ領域には時間や距離の概念が無く、ただオーロラ粒子のみが充満しており、絶縁空間もゼロ領域の一種である。絶縁空間に踏み込んだ者の証言が一致しないのは、絶縁空間内に踏み込んだ個々人の願望にオーロラ粒子が反応し、それぞれに全く別の世界を見せる（それぞれの世界を「創造する」）ため。機械を送り込んだ場合も、その機械の製作者の残留思念が新たな世界を創造する。機械では新たな世界の創造には耐え切れず壊れてしまうため、絶縁空間に機械を送り込んで探査を行うには、人の思念が全く残っていない機械が必要である。
亜空間増設機の故障によりオーロラ・フィールドが崩壊すると、オーロラ・フィールドを形成する前の段階、ゼロ領域へと逆戻りする。崩壊したオーロラ・フィールドの住人は強制的にゼロ領域へと取り込まれる。オーロラに空いた穴（後述）から絶縁空間に入る、住んでいた亜空間が崩壊するなどしてゼロ領域に入った人間のほとんどは、オーロラ粒子により願望を剥き出しにされ、自我も肉体も失った魂だけの状態となってゼロ領域を漂い続けるが、稀にゼロ領域に入り込んでも自我を保つ者もおり、そうした人間は自身の願望が創造した世界の法則を宿した異民となって元いた亜空間に帰還するか、あるいは絶縁空間を越えて元いた亜空間とは別の亜空間へと辿り着く。

### アルケミスト
オーロラ・フィールドの技術を開発した科学者チーム。現在はアルケミストと言えば、オーロラ・フィールドを開発した科学者チームを前身とする科学者の組織を指すが、この組織は初代アルケミストの正当な後継者ではなく、オーロラ・フィールドの原理等を理解していない。そのため、現在のアルケミストは設計図に従って亜空間増設機を作ることは出来るが、増設機内の部品がどのように作用しているかを理解しておらず、修理などは行うことが出来ない。そのため、現在、亜空間増設機の不具合により外周のオーロラに穴が空き、絶縁空間から流れ込んでくるオーロラ粒子により住人が異民化する問題が各地で多発しており、異民問題に対処する「サイレント・マジョリティ」と言う組織を結成している。

### ナノセルロイド
ナノマシンの集合体である機械。周辺のオーロラ粒子を収集し、それをエネルギーに変換して作動する。一部が欠損しても他の部分が機能を代替し、さらに自己増殖により修復するため、完全な破壊が難しい。自己増殖を繰り返して古いナノマシンを廃棄する、と言うプロセスを繰り返し人の思念を完全に廃することを目的とした絶縁空間探査用の機械として、初代アルケミストにより開発された。現在は絶縁空間の探査だけでなく、対異民用の兵器としての目的を兼ねた機械として、サイレント・マジョリティにより開発されている。

## ストーリー構成
物語は未知の領域となったオーロラ・フィールドの外側を調査する「絶界探査計画」から始まる。探査メンバーの1人として絶縁空間に入ったアイレインは、そこで妹のニルフィリアに酷似した少女サヤと出会い、サヤを連れて元いたオーロラ・フィールドへと帰還する。アイレインは記憶を失ったサヤが安全に暮らせる場所を探すために計画の実験施設を脱出し、その道中でオーロラ・フィールドを開発した科学者チーム「アルケミスト」の1人エルミ・リグザリオと出会い、サヤとエルミと共にオーロラ・フィールドの中を旅することになる。
それから5年間、アイレインはエルミの夫である巡視官ドミニオのエージェントとして、様々な都市で怪異をもたらす異民フェイスマンを追いつつ、絶縁空間に入ったことで自身も異民と化していたアイレインは、異民問題を解決するために結成された組織「サイレント・マジョリティ」に追われることとなる。その中でアイレインは、アルケミストのリーダーであった科学者イグナシス、かつて絶縁空間へと消えた妹ニルフィリアと対面する。2人の手によってドミニオを殺され、サヤを奪われたアイレインとエルミは、サヤを取り返すため、ドミニオの復讐のためにサヤが連れ去られた首都へと向かう。
その末、イグナシスの手によって全てのオーロラ・フィールドは崩壊してゼロ領域と化し、住民はすべて魂だけの状態となってゼロ領域に叩き込まれる。その中で、サヤは自らの存在意義、オーロラ・フィールドの崩壊に巻き込まれた人間を救済する「楽土」としての役割を思い出す。アイレインは自身の存在意義を果たそうとするサヤの願いを叶えるため、エルミはイグナシスへの復讐のため、新たな亜空間を作り出す。サヤはゼロ領域に叩き込まれた人々の魂を自らの中に納め、エルミは新たに作り出した亜空間の中でサヤの中にある魂の器となる肉体と、彼らが暮らすための「移動する都市」を建設する。アイレインはそれを阻止せんとするイグナシスを異民能力によって自らの右目に封印し、サヤを見守るために亜空間の月となって昇っていく。エルミが建設した移動する都市の動力源となったサヤは、都市の人々の生活を見守りながら、アイレインの帰りを待ち続ける。
物語の終盤にエルミによって作られた亜空間が、『鋼殻のレギオス』の舞台となる世界であり、ストーリーは『鋼殻のレギオス』や『聖戦のレギオス』の物語に続いていく。

## 主な登場人物
声は映像特典、レギオス外伝『レジェンド･オブ･レギオス』完全版から。
アイレイン・ガーフィート
声 - 安元洋貴
主人公。通称「アイン」。絶縁空間に消えた妹ニルフィリアを探すために絶界探査計画の探査員に立候補し、踏み込んだ絶縁空間内でニルフィリアに似た少女サヤと出会う。サヤと共にオーロラ・フィールドに帰還し、サヤと共に絶界探査計画の研究所を脱走、サヤが安全に暮らせる場所を求めて旅に出る。その途中でドミニオ、エルミと出会い、ドミニオのエージェントとしてオーロラ・フィールドの各地を回る。最終的にエルミの作った亜空間を守るためにイグナシス、リグザリオ、ナノセルロイドをその右目に取り込み、イグナシスが絶望によって消滅するかアイレインが力尽きるかという消耗戦を繰り広げることになり、現在もそれは続いている。しかし『鋼殻のレギオス』では、レヴァンティン、ドゥリンダナの出現によるイグナシスからの干渉が始まっているため、限界が近づいていると思われる。
絶縁空間内でサヤと出会ったことにより、右目に「眠り姫を守るイバラ」としての異世界法則を宿している。額から右の目蓋、右頬にかけて大きな傷跡があり、右目の眼球にはイバラの輪に囲まれた十字が刻まれている。この右目に見つめられたものはアイレインの右目と同様のイバラの輪に囲まれた十字が刻まれた眼球へと姿を変えてしまう。そしてその眼球を吸収することで己のエネルギーとすることができる。さらにこの右目はゼロ領域そのものであり、吸収したものは右目の中で生きている。アイレインが望めば取り込んだものの能力を使うことができ、さらに右目に取り込まれたものはアイレインの能力を継承する。左目と右目で視力が異なるため、普段は眼帯で右目を隠している。また、左腕も異民化しており、肉体強化手術を受けた兵士を遥かに上回る腕力を有する。性格は無気力・無関心で自分から行動を起こすことが珍しく、流されるように生きている。目の前で殺し合いが行われても自分たちに関わることでなければ原則は放置。例外的に行動を起こすのは、サヤの身に危険が及ぶ事のみ。
エルミによって背骨の腰部辺りにオーロラ粒子を吸収してエネルギーへと変換する寄生虫が寄生させられており、これに右目と左腕が発するオーロラ粒子が吸収されるため、右目と左腕以外の部分は異民化していない。アイレイン自身は肉体強化手術を受けており、普段は異民の力を使わずにサヤの出した銃を使って戦う。
サヤ
声 - 名塚佳織
アイレインが絶縁空間内で出会った、長い黒髪と色白の肌が特徴の美少女。容姿がニルフィリアに酷似しており、アイレインがオーロラ・フィールドへと連れ帰った。絶縁空間内で眠り続けており、それ以前の記憶が無い。オーロラ・フィールド内から出た後も良く眠り、数日間眠り続ける事も珍しくない。サヤはもともと人間ではなくゼロ領域で人が生きていくための緊急避難所として作られた楽土である。だがその機能が発揮される前にサヤが存在していた亜空間が破棄され、ゼロ領域で漂っていたところにアイレインが現れ、そして彼の安らぎを求める心とサヤの作られた目的が合致したことによりアイレインと共にいることを選んだ。外見がニルフィリアと同じなのは元々人間的な外見をもたない存在であったところにアイレインの願望が反映されたため。
「眠りを妨げるものを排除する」異世界法則を持つ異民。空間を制御する事ができ、自身を中心とした一定範囲内を自らの領域とし、外からの侵入を阻む事ができる。また、自身が発するオーロラ粒子から銃火器や剣などを作り出すことが出来る。
現在はゼロ領域に叩き込まれた魂をその身に宿し、エルミの作った亜空間で動く都市の核となってその都市で作られる肉体に魂を与え、都市を守りながらアイレインの帰りを待ち続けている。
ドミニオ・リグザリオ
声 - 金丸淳一
自前のキャンピングカーで各地を放浪する巡視官。体格の良い中年。訪れた街のギャングの待遇を受け、ギャングに手を貸す事で街の騒動を治める不良役人。5年前に研究所から脱走したアイレインとサヤを拾い、現在は彼等を自身のエージェントとして働かせている。『イグナシス覚醒』にて、イグナシスに体を乗っ取られ、エルミを守るために自身の体ごとイグナシスを殺そうとして拳銃自殺する。
エルミ・リグザリオ
オーロラ・フィールドを開発した初代アルケミストの一人。夫のドミニオと行動を共にし、亜空間増設機の修理・点検を行うために各地を放浪している。普段は黒猫の額に定着させたサファイアの中の亜空間内に住んでいる。オーロラ・フィールドが開発されたのは遥か昔のことであり、年齢不詳。現在は異民化によって肉体が変異しているが、ドミニオと出会った十数年前までは絶世の美貌を保っていたらしい。イグナシスによってゼロ領域に叩き込まれた魂を救うため、新しい亜空間を創造し、その魂が宿る肉体を作り、サヤを核とする動く都市を作り上げる。そしてドミニオを殺した復讐としてイグナシスをなにも観察するものの無い空間に放逐するが亜空間のエネルギー供給部分を破壊されてしまい、亜空間の崩壊を防ぐためアイレインの右目を代用とし、イグナシスごと自らを右目に取り込ませた。

### サイレント・マジョリティ
ソーホ
声 - 立花慎之介
現アルケミストの1人。異民への対処を目的に設立された「サイレント・マジョリティ」の責任者。昔は絶界探査計画の研究所で探査員の肉体強化を担当していた研究者で、アイレインの友人だった。ジャニスに好意を抱いていたが、仕事上の間柄を超えるような関係にはなれなかった。
レヴァ
サイレント・マジョリティが開発したナノセルロイドの1号機。正式名称は「マザーIレヴァンティン」。オーロラ粒子をエネルギーとして吸収し、そのエネルギーを用いて電撃を放つ事ができる。異民と対峙する際は対峙する異民の発するオーロラ粒子をエネルギーに変化する事ができ、対異民用の兵器として最適。ソーホの嗜好により基本的な形態はジャニス・コートバックに酷似している。後に『鋼殻のレギオス』の世界に登場する。
後に「分離マザーIIカリバーン」「分離マザーIIIドゥリンダナ」「分離マザーIVハルペー」の3体と、量産型の「ポーン」が開発された。
ハルペー
絶縁空間探査を目的としたナノセルロイドの4号機。レヴァが作り出したカリバーンが作り出したドゥリンダナにより作り出され、4体の中では最も人の残留思念を残さないナノセルロイド。
ソーホの体を乗っ取り、オーロラ・フィールドを次々と崩壊させたイグナシスを人類の敵と見なし、ナノセルロイドの進化型である「クラウドセル」となってイグナシスと敵対、西洋の竜のような姿になり、イグナシスに従う3体のナノセルロイドと戦う。

### 異民化した人物
フェイスマン
目、鼻、口だけと言う「デスマスク」の異世界法則を持つ異民。他人を自身の法則で支配して同じ様な目、鼻、口だけの姿に変えてしまう。姿を変えられたものはフェイスマンの世界の一部となり、フェイスマンが自在に操る事ができる。元はアイレインが住む亜空間とは別のオーロラ・フィールドで裏社会に所属していた人間。元々居たオーロラ・フィールドが崩壊し絶縁空間となった事で異民化し、その絶縁空間を越えてアイレインの居るオーロラ・フィールドへとやって来た。
イグナシス
オーロラ・フィールドを開発した初代アルケミストの一人で、チームリーダーだった男。他のオーロラ・フィールドから絶縁空間を越えてやって来た。異民化によって肉体を失っており、代わりの肉体を求めている。エルミ、ドミニオの体を乗っ取る事に失敗し、ソーホの体を乗っ取った。
その真の目的は不明だが、あらゆる事象の観察者であることを望む。人間の魂を足し合わせたらどうなるか、を観察するため、ほぼ全てのオーロラ・フィールドを崩壊させ、ゼロ領域に落ちた人間の魂が固体化するための基盤として、絶縁空間内でも自我を保てるニルフィリアを利用した。
ニルフィリア・ガーフィート
数年前、オーロラ・フィールドの外へと姿を消したアイレインの妹。絶縁空間内でイグナシスと出会い、彼の助手になっていた。オーロラ粒子を集束して物質を形成する異世界法則を持つ異民。サヤが自身が発するオーロラ粒子から物質を形成するのに対し、ニルフィリアは絶縁空間から流れ込む膨大なオーロラ粒子を利用して物質を形成できる。
美しい容姿の持ち主であったが、強大なナルシズムとエゴイズムの塊であり、家族を含む全ての他者を見下し、自分の思い通りにならない事が我慢できない性格。兄であり自分の崇拝者であるアイレインに対しては「自分が居なければ何もできないと」と言っているが、彼女自身が兄に対して独占欲を見せており自分と同じ容姿をしているサヤに対しては若干辛辣な態度を取る。その性格ゆえに絶縁空間内でも自我を保っていたが、それゆえにイグナシスに利用された。アイレインの瞳に収納されず『鋼殻のレギオス』の世界に残る。その後、様々な世界に登場する。
ニリスとリリス
ガルメダ市のマフィア組織「ティルティス」の頭目を務める双子の少女。妹のニリスは落ち着いた雰囲気であり、姉のリリスは開けっ広げな性格と、双子ではあるが正反対の気質を持つ。遠くの出来事をある程度知る能力を持つほか、お互いの間でテレパシーを使える。
リリスはニルフィリア同様、絶縁空間内でイグナシスと出会った異民。極度のナルシストであり、それゆえに絶縁空間内でも自我を保つことができた。そのナルシズムに絶縁空間が反応して生まれたのがニリスであり、ニリスはリリスを映す鏡のような存在。そのため、リリスとニリスは同じ容姿でありながら正反対の性格を持つ。虚像の存在のはずであるニリスがアイレインに心を開いたことに対して絶望し、リリスは彼女を砕いてしまう。アイレインの右目にはリリスの存在も収納されており、彼女の因子が後の物語のある能力者達の原型となっている。

### その他
ジャニス・コートバック
声 - 沢城みゆき
アイレインと同じ、絶界探査計画の探査員の1人。探究心が強く、趣味はロッククライミング。「自殺志願者予備軍」と揶揄されるほど、自身の命に対する執着が希薄な探査員の中では珍しく、未知の世界への探究心から絶界探査計画の探査員に志願した。アイレインと共に絶縁空間内に踏み込んだが、帰って来ることは無かった。その後どうなったかは本作において語られることはなかったが、『聖戦のレギオス』においてディックと同じく時間軸を無視した存在として再登場している。
射殺された男
『イグナシス覚醒』の冒頭、ヴェルゼンハイムと言う都市で何者かに射殺された、素性不明の男。遠方からの狙撃により射殺され、その死体には亜空間増設機の内の1つが同化していた。彼の願望、または妄想にオーロラ粒子が反応したのか、アイレインとサヤに「荒れ果てた大地を移動する都市が行き交う」と言う「未来の世界」と思われる風景を見せた。マスケイン家を生み出す原因となった人物。
ディクセリオ・マスケイン
アイレインとサヤが見た「未来の世界」で出会った人物。赤い髪の男で、「レストレーション」の声と共に巨大化する金棒の様な武器を持つ。狼を模した仮面を身につけた集団と揉めていた。『鋼殻のレギオス』に登場するディクセリオ・マスケインと同一人物。

## 既刊一覧
『書名』、初版発行年月日（初版発売年月日）、ISBNの順に記す。

### 単行本版
- 雨木シュウスケ（著）、富士見書房〈Style-F〉、全3巻
  - 『リグザリオ洗礼 レジェンド･オブ･レギオス』、2007年7月10日初版発行（6月29日発売[5]）、ISBN 978-4-8291-7647-4
  - 『イグナシス覚醒 レジェンド･オブ･レギオスII』、2007年12月30日初版発行（12月20日発売[6]）、ISBN 978-4-8291-7668-9
  - 『レギオス顕現 レジェンド･オブ･レギオスIII』、2008年9月30日初版発行（9月20日発売[7]）、ISBN 978-4-8291-7673-3

### 文庫版
- 雨木シュウスケ（著）、深遊（イラスト）、富士見書房〈富士見ファンタジア文庫〉、全3巻
  - 『レジェンド･オブ･レギオスI リグザリオ洗礼』、2010年3月25日初版発行（3月20日発売[8]）、ISBN 978-4-8291-3497-9
  - 『レジェンド･オブ･レギオスII イグナシス覚醒』、2010年6月25日初版発行（6月19日発売[9]）、ISBN 978-4-8291-3528-0
  - 『レジェンド･オブ･レギオスIII レギオス顕現』、2010年8月25日初版発行（8月20日発売[10]）、ISBN 978-4-8291-3561-7

### 公式解説本
- ファンタジア文庫編集部（編）・雨木シュウスケ（原作）、富士見書房〈富士見ファンタジア文庫〉、全2巻
  - 『オール・オブ・レギオスI 鋼殻のレギオスワールドガイド』、2009年3月25日初版発行（3月20日発売[11]）、ISBN 978-4-8291-3383-5
  - 『オール・オブ・レギオスII 鋼殻のレギオスワールドガイド』、2009年5月25日初版発行（5月20日発売[12]）、ISBN 978-4-8291-3402-3

## アニメ
アニメ『鋼殻のレギオス』中に挿入され、DVD映像特典としてレギオス外伝『レジェンド･オブ･レギオス』完全版が全3話収録された。